# サンタ・マリア・デッラ・ヴィットーリア教会

ファサード

サンタ・マリア・デッラ・ヴィットーリア教会（サンタ・マリア・デッラ・ヴィットーリア聖堂とも表記する、イタリア語: Chiesa di Santa Maria della Vittoria）は、イタリア、ローマの9月20日通りに面した小バシリカ教会堂である。

## 歴史
1605年、跣足カルメル会が聖パウロに捧げた礼拝堂として始まった。1620年、白山の戦いがカトリック側の勝利に終わると、ボヘミアでの宗教改革が巻き戻され、この教会は改めて聖母マリアに再奉納された。1683年の第二次ウィーン包囲で入手したオスマン帝国の国旗が掛けられていることが「ヴィットーリア」すなわち「勝利」と名付けられた理由の1つとなっている。
ボルゲーゼ・ヘルマプロディトスと呼ばれる古代の大理石像が出土するまでは、跣足カルメル会自身が教会建設資金を出していた。教皇パウルス5世の甥スキピオーネ・ボルゲーゼがこの彫像を私物化したが、そのお返しにファサードの建設資金を提供し、お抱え建築家ジョヴァンニ・バッティスタ・ソリアに建設を命じた。資金が提供されたのは1624年で、その2年後に教会が完成した。

## 概要

### 建築
この教会は初期バロック建築の建築家カルロ・マデルノが唯一設計から完成まで指揮した建築物だが、内部は1833年に火事になり修復されている。また、ファサードは前述のソリアの手によるもので（1624年-1626年）、そのころマデルノは存命だった。しかし、その設計は明らかにマデルノの設計したサンタ・スザンナ教会の影響を受けている。
内部は単一の広い身廊に低いヴォールトがかかっており、アーチの後ろの相互連結された3つの礼拝堂は金めっきされた柱頭を持つ巨大なコリント式壁柱で区切られ、それらの柱で豊かに装飾されたエンタブラチュアを支えている。大理石の壁には白または金めっきの天使やプット（赤ん坊）の像が化粧しっくいで浮き彫りされて配置されている。内部装飾はマデルノの死後、徐々に豪華になっていった。天井にフレスコ画が描かれたのは1675年のことで、装飾を凝らした枠の中に「大勝利」を表す主題の絵（「異教徒に勝利する聖母マリア」、「堕天使の落下」）が描かれている。作者はジョヴァンニ・ドメニコ・チェッリーニである。

### 彫刻

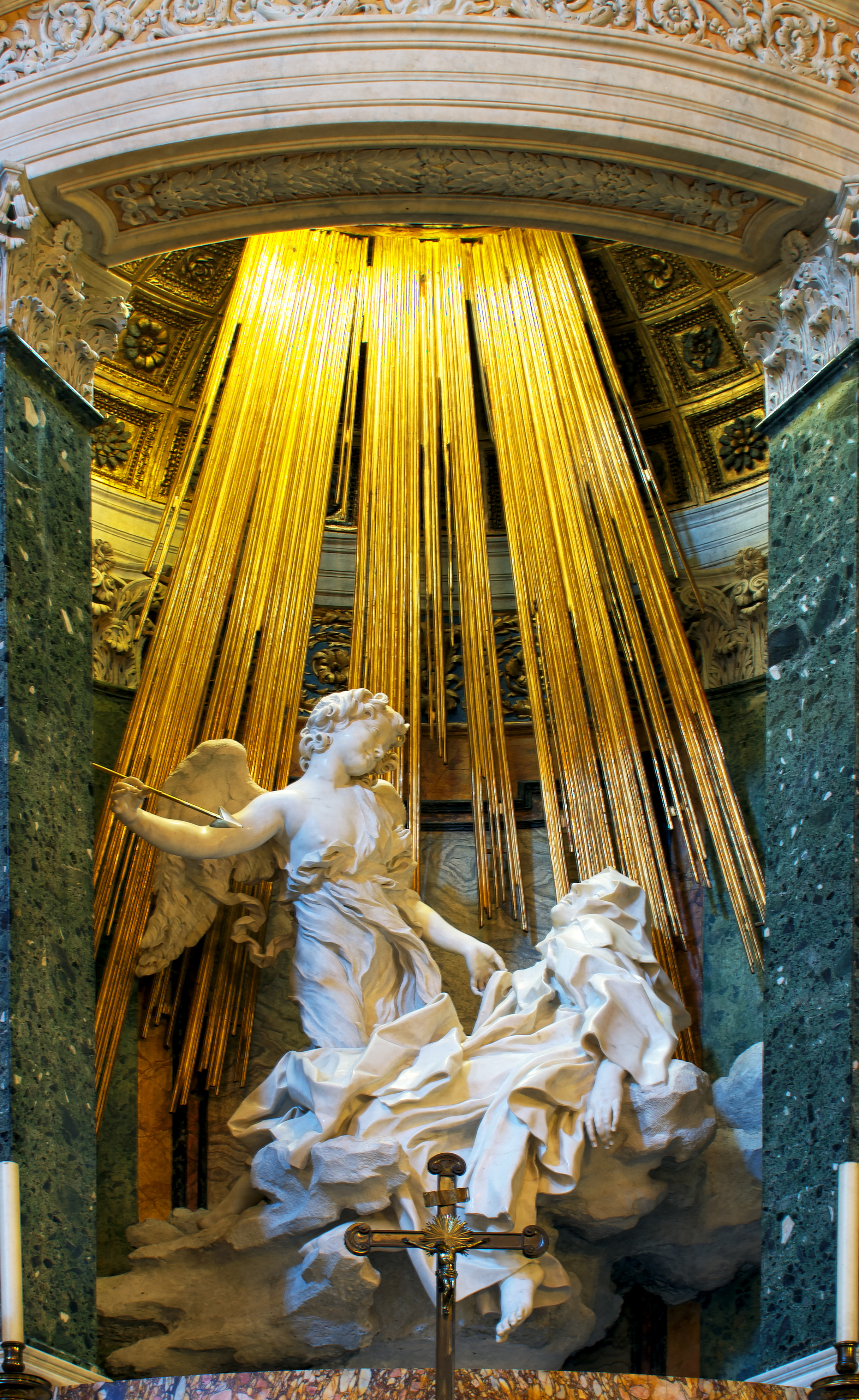
ベルニーニの「聖テレジアの法悦」

コルナロ礼拝堂の祭壇の左側には、スキピオーネが偏愛した彫刻家ベルニーニの傑作「聖テレジアの法悦」がある。この像はアビラのテレサの自叙伝の一場面を描いたもので、天使が彼女の心臓を金の槍で突き刺すという鮮明なビジョンを表しており、その体験は彼女に大きな喜びと苦痛を与えた。緩やかなローブと屈曲した姿勢は古典的な抑制や安らぎを捨て、より情熱的でほとんど官能的といえるような恍惚を描き出している。
他にも多数の彫刻がある。例えば、左の翼廊にあるドメニコ・グイディの「聖ヨセフの夢」や、枢機卿 Berlinghiero Gessi の墓標などである。また、グエルチーノやドメニキーノの絵もある。

## 小説
ダン・ブラウンの小説『天使と悪魔』にこの教会が登場したおかげで、観光客も多く訪れるようになった。ただし物語の都合から、小説では教会とバルベリーニ広場の位置関係が現実とは違うものとなっている。